# بيكر ستريت (محطة مترو أنفاق لندن)
بيكر ستريت (بالإنجليزية: Baker Street)‏ هي إحدى محطات مترو أنفاق لندن. تقع على خط هامرسميث وسيتي وميتروبوليتان وبيكرلو وسيركيل وجوبيلي أفتتحت في المنطقة رقم 1 أفتتحت في 10 يناير 1863.